# Ada du Sao Francisco
Knipolegus franciscanus
Espèce
Statut de conservation UICN

 LC  : Préoccupation mineure
L'Ada du Sao Francisco (Knipolegus franciscanus), aussi appelé Ada de la caatinga, est une espèce d'oiseaux de la famille des Tyrannidae.

## Répartition
Il est endémique du centre-est du Brésil (État de Minas Gerais et rives du rio São Francisco dans l'État de Bahia).

## Habitat
Son habitat naturel est les zones tropicales ou subtropicales de forêts sèches.
Il est menacé par la perte de son habitat.